# Bałandino (rejon krasnoarmiejski)
Bałandino (ros. Баландино) – osiedle w Rosji, w obwodzie czelabińskim, w rejonie krasnoarmiejskim. W 2021 liczyło 716 mieszkańców.